# Прохор и Пузо
Прохор и Пузо — российская рок-группа (изначально — дуэт) из Москвы, основателями и постоянными участниками которой являются Виктор Пузо (Буравкин) и Прохор Алексеев. Тематика песен этого коллектива носит алкогольно-бытовой характер. В некоторых песнях используются нецензурные выражения.

## История
Коллектив был создан в 1997 году. Виктор Буравкин и Прохор Алексеев уволились с должности инженеров автомобильных и железных дорог и решили играть русский рок и панк-рок, при этом экспериментируя со звучанием.
В 2001 году дуэт записывает свой дебютный альбом «Готика» и самостоятельно издаёт его на компакт-дисках тиражом в 200 экземпляров, пометив самиздат как лейбл «Скотобаза rec.». Один из таких экземпляров покупает владелец студии Антроп — Андрей Тропилло, и заявляет: «Срочно в печать!». Таким образом он провозгласил новый этап развития коллектива.
В 2003 году Виктор Пузо инициирует сборник «Концентрат Духовности», собравший лучшие коллективы Москвы и Санкт-Петербурга, и явившийся идеологическим орудием в руках дружественного контркультурного объединения Литпром. Затем было сотрудничество с немалым количеством музыкантов и просто талантливых людей, одними из которых являются участники группы НОМ.
В 2008 году на лейбле «Союз» выходит их второй альбом «Водка», который был положительно оценён критиками и музыковедами. Этот альбом члены коллектива считают лучшим релизом в своей карьере.
Спустя два года, а именно — в 2010 году, вышел в свет их третий номерной альбом «Алла», среди треков которого есть кавер на песню «Скоро всё е***тся» группы Барто, и который посвящён известной примадонне (внезапно, Алле Борисовне Пугачёвой), о чём несложно догадаться по названию и провокативному оформлению в виде собирательного образа самой примадонны.
В 2011 году они снялись в фильме «Звёздный ворс», а также поучаствовали в саундтреке, наряду с группами Ляпис Трубецкой, Ленинград, НОМ и другими. Виктор Пузо сыграл бандита из банды Язбеца, а Прохор Алексеев -- клоуна-оборотня Хаврона, он же -- повар Иршат Лоджиев, член экипажа корабля «Скарабей».
В 2013 году состоялся релиз их 4-го альбома — Тлен, в который вошли новые версии старых песен, а также песни из сольного альбома Виктора Пузо — «Печаль моя» на стихи Вани Х**ва.
В 2017 году Прохор и Пузо записали и реализовали пятый альбом «Тундра», в котором они зазвучали по-новому.
В 2020 году дуэт выпускает альбомы «Делирий» и «Мирный атом».
На данный момент последним альбомом является «Асфальт», вышедший в 2024 году.

## Состав

### Постоянные участники
- Виктор Пузо — вокал (бас/баритон), бас-гитара, гитара, музыка, тексты
- Прохор Алексеев — вокал и бэк-вокал (тенор), электрогитара, клавишные, музыка, тексты

### Дополнительные участники
- Ярослав Забалуев — барабаны
- Валентина Векшина — барабаны
- Александр Цой — гитара

## Дискография и видеография

### Студийные релизы
- 2001 — «Готика» — изначально как неномерной альбом, позже как LP
- 2008 — «Водка» — LP
- 2010 — «Алла» — LP
- 2013 — «Тлен» — LP
- 2017 — «Тундра» — LP
- 2019 — «Мирный атом» — single
- 2020 — «Делирий» — LP
- 2024 — «Асфальт» — LP

### Кавера
- 2010 — «Скоро всё е**ётся» (Барто)

### Сборники
- 2004 — «Концентрат Духовности» («Песенка бездельника»)
- 2012 — «Рокъ-Семейство - НОМ 25 Лет На Арене» («Верлибры»)

### Саундтреки
- 2008 — «Трамвай» (OST «Приключения Прохора и Пузо»)[7]
- 2011 — «Баллада о поваре» (OST «Звёздный ворс»)

### Клипы
- 2001 — Песня мощного мужчины
- 2001 — Песенка шофёра
- 2008 — Танцунг
- 2008 — Водочный сок
- 2008 — Хороший день
- 2008 — Чувак
- 2008 — Не женюсь
- 2008 — Рок звезда
- 2008 — Сегодня
- 2009 — Мой дом
- 2010 — Весь день
- 2011 — Баллада о Поваре
- 2012 — Трамвай
- 2013 — Верлибры
- 2013 — Первое мая
- 2013 — Осень
- 2013 — Конец света
- 2013 — Песенка бездельника
- 2013 — Мой ангел
- 2013 — Шэйк
- 2013 — Песня деда Егора
- 2013 — Я-поэт
- 2013 — Колыбельное
- 2014 — Тёща
- 2014 — Когда
- 2014 — Двери
- 2016 — Не бойся
- 2017 — Тундра
- 2017 — Пентаграмм
- 2020 — Мирный атом
- 2020 — Уважайте пьяных
- 2020 — Ранго
- 2020 — Метро
- 2020 — Люблю
- 2020 — Жирный и потный
- 2020 — Иоланта